# Ain't It Funny
"Ain't It Funny" é uma canção da cantora americana Jennifer Lopez, do seu álbum J.Lo de 2001. Lançado como single no dia 6 maio 2001 a canção foi escrita por Jennifer Lopez e Cory Rooney e produzida por Cory Rooney e Dan Shea.

## Informação da canção
Existe uma versão remix dessa música intitulada, "Ain't It Funny (Murder Remix)", essa versão remix tem a participação dos rappers Ja Rule e Caddillac Tah. O videoclipe da versão remix tem a participação da cantora Ashanti.

## Videoclipe
O videoclipe foi gravado todo em preto e branco e ele foi dirigido por Herb Ritts. No clipe Jennifer está viajando em uma estrada onde ele se encontra com uma cartomante que mostra seu futura nas cartas, ao longo clipe, Jennifer dança com um grupo de ciganas (uma delas é interpretada por Carmit Bachar, ex-integrante do grupo Pussycat Dolls) e se apaixona por um cigano (interpretado pelo ator Eduardo Verástegui).

## Faixas e formatos
CD maxi single
(Lançado: 16 de Julho de 2001)
1. "Ain't It Funny" (Album Version) – 4:05
2. "Ain't It Funny" (Silk's House Mix Pt. 1 & 2) – 8:28
3. "Ain't It Funny" (Brandnew Extended) – 4:54
4. "Ain't It Funny" (Tropical Dance Remix) – 3:49
5. "Ain't It Funny" (D'Hip Mix) – 4:20

CD single
(Lançado: 16 de Julho de 2001)
1. "Ain't It Funny" (Album Version) – 4:05
2. "Ain't It Funny" (Brandnew Extended) – 4:54